# Elena Lasconi
Elena Lasconi, född 20 april 1972, är en liberal rumänsk politiker och borgmästare i småstaden Câmpulung.
Lasconi arbetade som programledare på Radio T5 ABC i sin hemstad Hațeg, mellan 1995 och 1996. Därefter jobbade hon som reporter, korrespondent och nyhetsankare på Pro TV till dess att hon 2020 valdes till borgmästare i Campulung, en post hon omvaldes till med stor majoritet 2024.
I det rumänska presidentvalet den 24 november 2024 var hon Unionen Rädda Rumäniens kandidat och fick näst flest röster. Eftersom ingen av presidentkandidaterna fick över 50% av rösterna i första valomgången så skulle hon ha ställts mot den oberoende högerkandidaten Călin Georgescu i en andra valomgång, den 8 december. .
Landets författningsdomstol beslutade dock att ogiltigförklara den första valomgången efter anklagelser om oegentligheter i samband med valet. Lasconi anser att domstolsbeslutet förstör allt det hårda arbete för demokratin som gjorts sedan den rumänska kommunismens fall år 1989: 
"– Det här är ögonblicket då den rumänska staten trampade på demokratin. Men Gud, sanningen, folket och lagen kommer att segra."